# Hernando del Pulgar
Hernando del Pulgar, född 1436, död 1492, var en spansk krönikeskrivare.
Hernando del Pulgar skrev efter mönstret av Fernán Pérez de Guzmán Claros varones de Castilla, ett lysande porträttgalleri i tjugufyra biografier. På uppdrag av drottning Isabella, vars sekreterare del Pulgar var, skrev han Crónica de los reyes catolicos, som är full av krypande smicker, även om framställningssättet inte saknar charm. del Pulgar var närvarande vid belägringen av 
Granada, som gav honom stoff till Relaciones de los reyes moros de Granada. Av del Pulgars övriga arbeten kan nämnas El comentario de coplas de Mingo Revulgo, en dialog i pastoral stil, och Letras till drottningen och andra högheter. del Pulgars arbeten finns i många upplagor och i Rivadeneiras "Biblioteca de autores españoles", band 13 och 70. del Pulgar är intagen i Spanska akademiens "Catálogo de autoridades de la lengua".